# 5631 (année hébraïque)
5631 (hébreu : ה'תרל"א , abbr. : תרל"א) est une année hébraïque qui a commencé à la veille au soir du 26 septembre 1870 et s'est finie le 15 septembre 1871. Cette année a compté 355 jours. Ce fut une année simple dans le cycle métonique, avec un seul mois de Adar. Ce fut la troisième année depuis la dernière année de chemitta.

## Calendrier
Ce calendrier hébraïque de l'année 5631 donne les correspondances avec les dates du calendrier grégorien.
Le premier nombre dans chaque case correspond au jour du mois hébraïque. Les jours en couleurs sont des jours remarquables juifs .
| ◄◄ | 5631 | ►► |

## Naissances
- Herbert Samuel
- Naftali Trop

## Décès
5626 - 5627 - 5628 - 5629 - 5630 - 5631 - 5632 - 5633 - 5634 - 5635 - 5636